# Port-sur-Seille
Port-sur-Seille település Franciaországban, Meurthe-et-Moselle megyében. Lakosainak száma 230 fő (2022. január 1.). Port-sur-Seille Atton, Clémery, Éply, Morville-sur-Seille, Rouves és Sainte-Geneviève községekkel határos.

## Népesség
A település népességének változása:
| Lakosok száma | 147  | 170  | 203  | 221  | 216  | 216  | 225  | 229  | 228  | 230  |
|               | 1968 | 1982 | 1990 | 2006 | 2013 | 2015 | 2017 | 2019 | 2020 | 2022 |